# Святой Георгий, принцесса и святой Людовик Тулузский
«Святой Георгий, принцесса и святой Людовик Тулузский» (итал. San Giorgio, la principessa e san Ludovico di Tolosa) — картина итальянского живописца Якопо Робусти известного как Тинторетто (1518—1594), представителя венецианской школы. Создана около 1552 года. С 1937 года хранится в коллекции Галереи Академии в Венеции.

## История
Картина была написана для первого зала Магистрата Соли, расположенного во дворце Камерлинги в Венеции. Заказчиками выступили два лица: Джорджо Веньер и Алоизио Фоскарини, которые после завершения своего избирательного срока — 13 сентября 1551 года и 1 мая 1552 года соответственно — должны были, по обычаю, подарить Магистрата картину, исполненную по обету. Верхней части полотна была придана дугообразная форма, чтобы его можно было бы разместить в одной из ниш залы.

## Описание
Фигуры персонажей (людей, дракона и лошади) размещены будто на сцене, что ещё больше подчеркивается копьём святого Георгия, головой, хвостом и лапой дракона, которые выходят за рамки картины. Большие объёмы, занимающие всё пространство композиции, усиливают театральность поз. Изображение принцессы, которую иногда считают святой Маргаритой, вызвало неоднозначную реакцию в художественных кругах Венеции из-за позы девушки, которая сидит верхом на драконе, что считалось дерзостью для своего времени. Лицо принцессы отражается в доспехах св. Георгия. Поза девушки, опрокинувшейся назад и одновременно направленной к св. Георгию — свидетельствует о высоком мастерстве художника. Святой Людовик Тулузский изображён справа, стоящим почти отстранённо от них, и создаёт своим тяжёлым одеянием эффектную декорацию.